# 統一ロシア

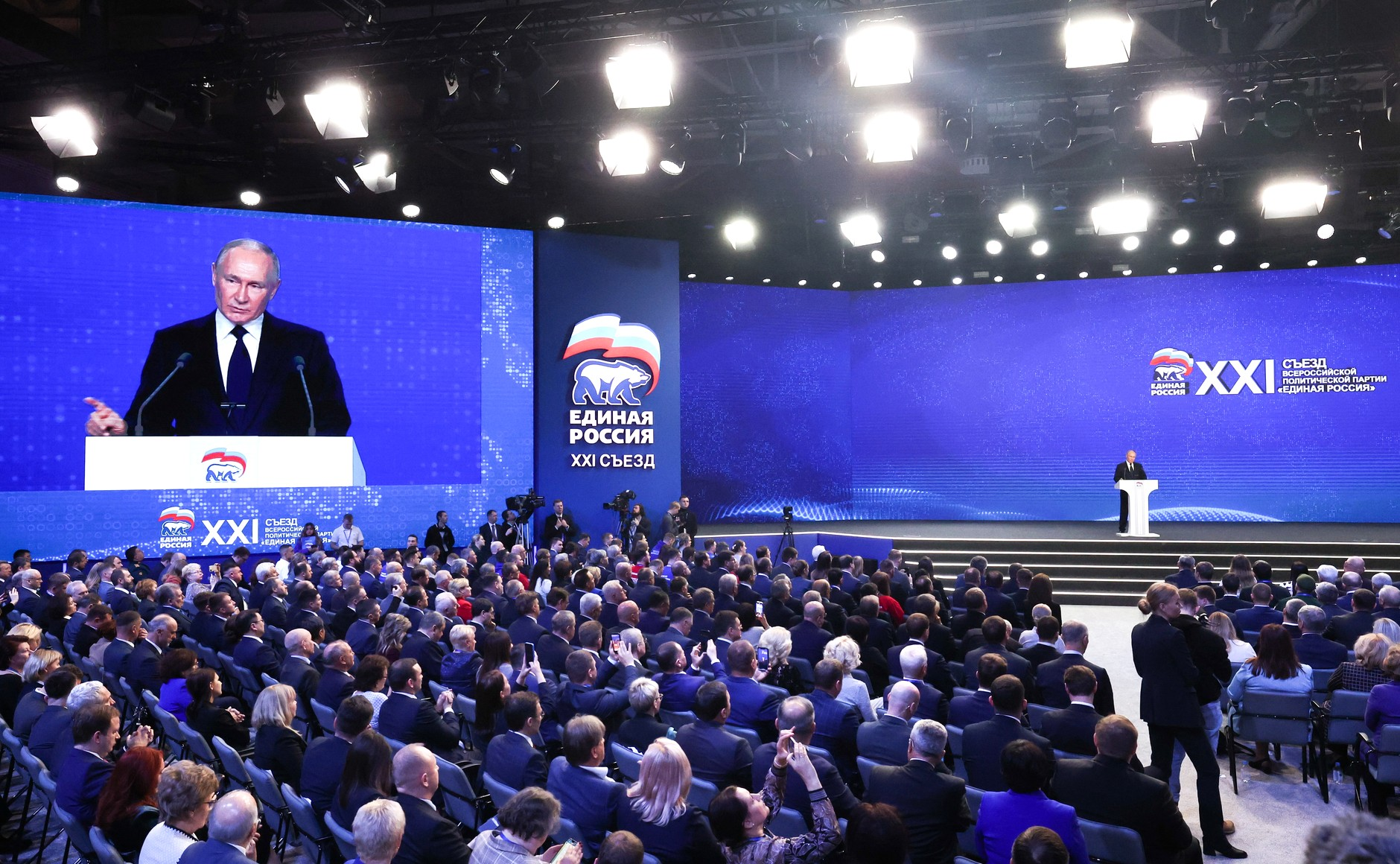
第21回党大会で演説するプーチン大統領（2023年12月17日）

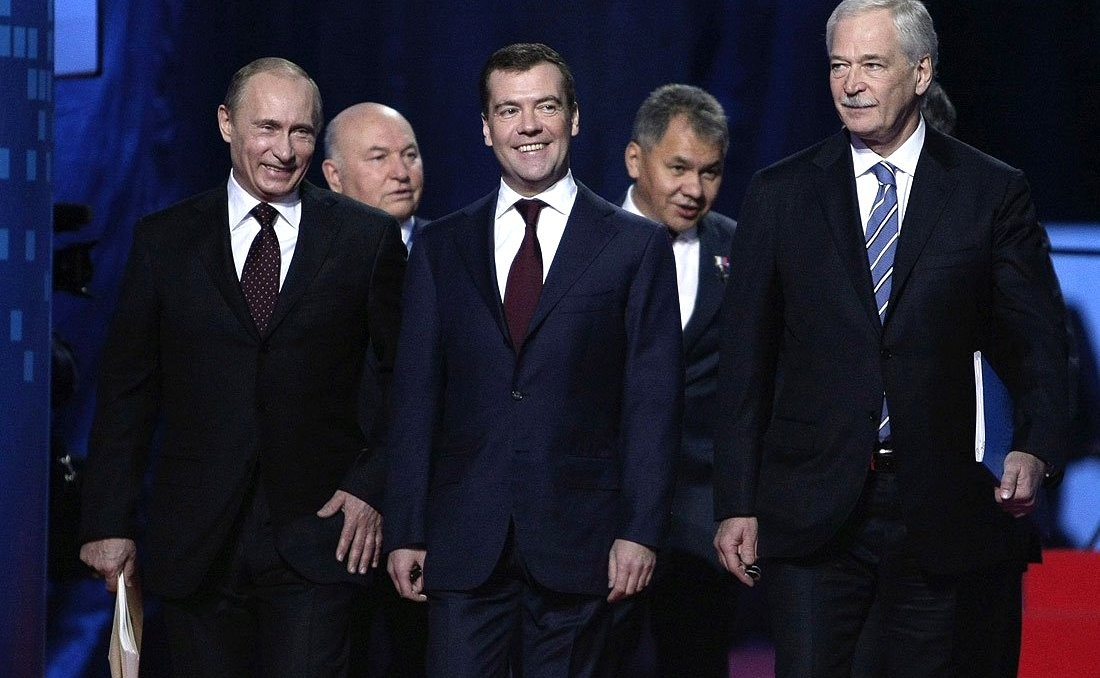
2009年11月、第11回党大会に向かう左からプーチン、ルシコフ、メドヴェージェフ、ショイグ、グルイズロフ

統一ロシア（とういつロシア、ロシア語: Единая Россия、エジーナヤ・ラッスィーヤ）は、ロシア連邦の政党。党首はドミートリー・メドヴェージェフ。ロシアの現在の与党。

## 歴史
1999年ロシア連邦下院選挙前に強い与党の創設を目論んだ政権側の肝煎りで、有力州知事らがショイグ非常事態相を党首に結成した政党「統一」と、同年にモスクワのルシコフ市長とタタールスタンのシャイミーエフ大統領がプリマコフ元首相と共に結成した中道左派連合「祖国・全ロシア」が、2001年12月1日に統合して成立した。創設者のショイグ、ルシコフ、シャイミーエフの三者が党最高会議の共同議長（党首）を務めた。
2003年ロシア連邦下院選挙で統一ロシアは圧勝し、第一党となる。2004年11月の党大会でグルイズロフ下院議長が党最高会議議長に選出された。
2006年12月2日にエカテリンブルクで党大会が開催された。党大会ではグルイズロフ下院議長・党首、ルシコフら地方政府代表が参加した。この党大会では今後10年間の国家建設の指針となる「国家発展戦略」を採択した。同戦略は2007年ロシア連邦下院選挙及び2008年ロシア連邦大統領選挙に向けての党の公約でもある。一方で党内ではシロヴィキと反シロヴィキの駆け引きが熾烈なものとなり、党役員改選では、当初役員に選出されると予想されていたロシア鉄道のウラジーミル・ヤクーニン社長が選出されなかった。
2007年の下院選挙ではプーチン大統領が党の比例代表名簿1位となり、国民の支持を集めて政権与党としての有利さを最大限生かして大勝し、6割以上の議席を獲得する。2008年の大統領選ではドミートリー・メドヴェージェフ第一副首相を支持した。同年4月15日にプーチンは党大会に出席し、次期党議長（党首）への就任を受諾した。同年5月7日に大統領退任と共に正式に党首に選出された。
複数政党制のロシアで大きな影響力を誇る統一ロシアであるものの、2008年からの世界同時不況で人気に陰りが見え始めたと言う指摘がある。2009年3月にはトベリ市議会選挙でロシア連邦共産党に第一党の地位を奪われ、スモレンスク・エカテリンブルク近郊の首長選挙でも統一ロシアの候補は当選できなかった。
2011年ロシア連邦下院選挙では3233万1244票（49.29パーセント）を獲得して238議席を得たが、前回と比べては大幅な議席減という結果になった。2012年ロシア連邦大統領選挙でも勝利を収めた。
その後もロシアの中核都市の市長選挙で統一ロシア候補が惨敗するなど、地方選挙では苦戦を強いられている。「ニェザヴィーシマヤ・ガゼータ」は「ロシア国民の目が肥えてきた」と論評している。2014年のノヴォシビルスク市長選挙と2015年のイルクーツク州知事選挙で共産党が統一ロシアに勝利している。
2012年5月26日に党首にドミートリー・メドヴェージェフ首相を選出した。
2011年の下院選挙辺りから、統一ロシアの国民的イメージは選挙不正・統一ロシア議員の不祥事などから低下しており、プーチン大統領は統一ロシアを事実上見限り、超党派の国民運動体「全ロシア人民戦線」を2013年6月に正式な社会団体に格上げすることで自身の権力の安泰を図ろうとしている。しかし2014年3月辺りからロシアのウクライナに対する強硬姿勢が国民の支持を集め、プーチン政権並びに統一ロシアの支持率が再び上昇している。

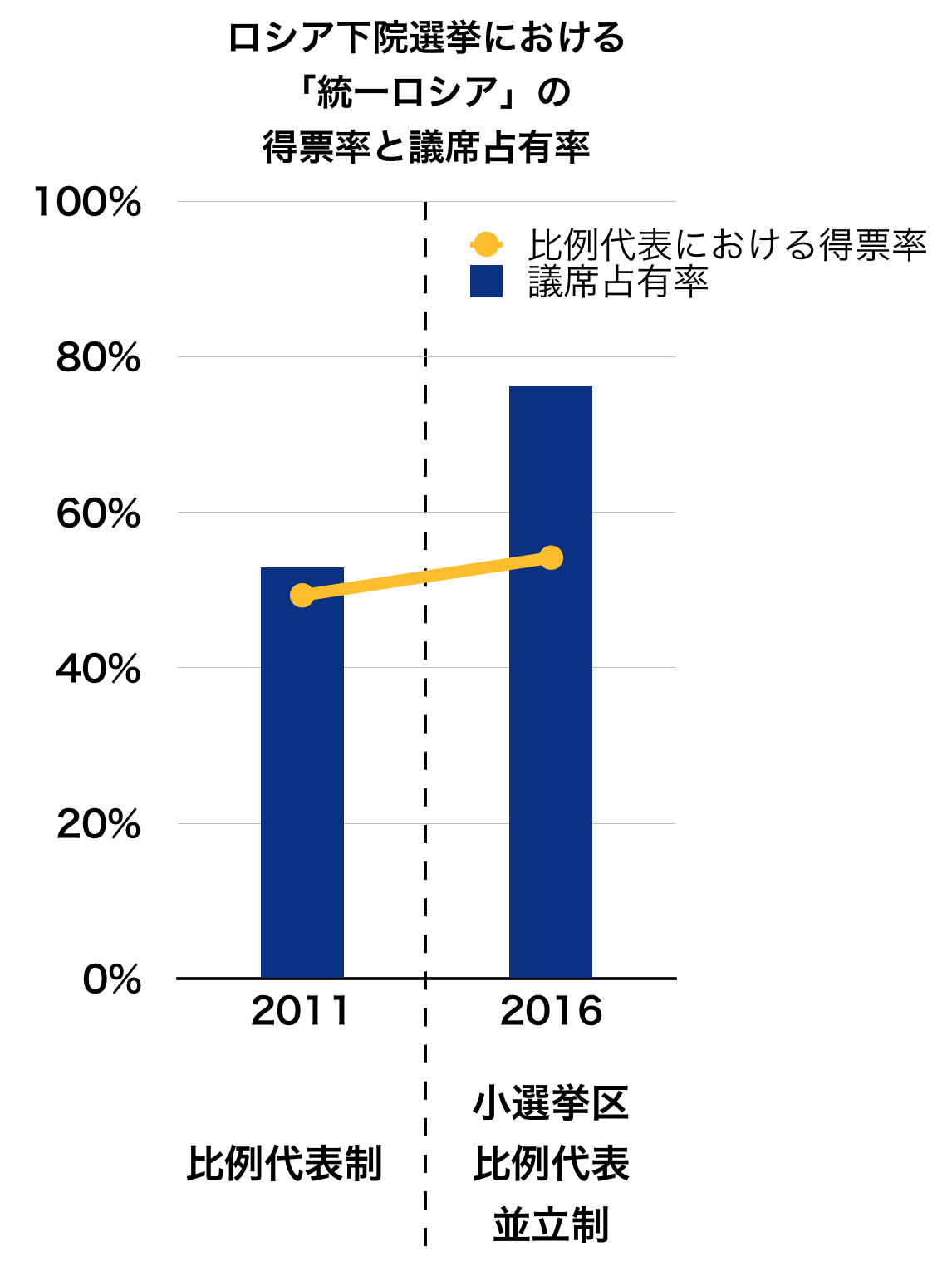
ロシア下院選挙（2011年および2016年）における「統一ロシア」の得票率と議席占有率

「統一ロシア」は2016年ロシア連邦下院選挙に向けて選挙制度を改正し、比例代表制から小選挙区比例代表並立制に変更した。これにより2016年の下院選挙で「統一ロシア」は、小選挙区で他の党を圧倒し、225選挙区のうち203選挙区で勝利した。比例代表と合わせると獲得議席数は343となり、前回2011年の下院選挙の238を遥かに凌ぐ結果となった。「統一ロシア」が獲得した得票率は2011年の選挙とほぼ同じであったが、議席占有率は大幅に高まった（右グラフを参照）。
2019年9月8日に統一地方選挙ではモスクワ市議会選挙で議席数を減らし、地方議会選挙でも苦戦した。
2021年ロシア下院選挙でも議席数を減らし、343から324と後退した。
2022年のウクライナ侵攻以降も、愛国ムードやプーチン政権による体制引き締めの効果もあり概ね高支持率を維持しているが、一部の地方議員からはウクライナ侵攻への反対の声が相次ぐなど造反が見られており、プーチン政権は反対派への締め付けを強化するなど警戒を強めていると報じられている。

## 政策
結成当初は中道左派・社会民主主義政党の国際組織である社会主義インターナショナルの会合に代表を送ったこともあった。だが、大統領ウラジーミル・プーチン支持だけを旗印に様々な思想・信条を持つ政治家らが集まった「寄せ集め」政党との指摘もある。当初は中道を標榜していたが、2006年10月に、中道左派色の強い公正ロシアが結成されたため、保守あるいは右派と見なされることが多くなった。2013年6月には伝統的なロシアの価値観に反するとして同性愛宣伝禁止法を制定したり、イスラム教徒を弾圧するなど、保守・右派色を強めている。

## 歴代党首
| 代                   | 党首                                                                                                | 党首                                                                                                | 在任期間                       |
| -------------------- | --------------------------------------------------------------------------------------------------- | --------------------------------------------------------------------------------------------------- | ------------------------------ |
| 1                    | 共同代表 \| セルゲイ・ショイグ、 \| ユーリ・ルシコフ、 \| ミンチメル・シャイミーエフ \| \| \| \| \| | 共同代表 \| セルゲイ・ショイグ、 \| ユーリ・ルシコフ、 \| ミンチメル・シャイミーエフ \| \| \| \| \| | 2001年12月1日 - 2005年4月15日  |
| 2                    | | ボリス・グルイズロフ                                                                                | 2005年4月15日 - 2007年12月31日 |
| 3                    | | ウラジーミル・プーチン                                                                              | 2007年12月31日 - 2012年5月30日 |
| 4                    | | ドミートリー・メドヴェージェフ                                                                      | 2012年5月30日 -                |
| セルゲイ・ショイグ、 | ユーリ・ルシコフ、                                                                                  | ミンチメル・シャイミーエフ                                                                          |                                |
|                      | | |                                |

## 党勢

### 大統領選挙
すべて第一回投票で当選。
| 選挙 | 候補者                             | 得票       | 得票率 |
| ---- | ---------------------------------- | ---------- | ------ |
| 2004 | ウラジーミル・プーチン推薦         | 49,558,328 | 71.90% |
| 2008 | ドミートリー・メドヴェージェフ推薦 | 52,530,712 | 71.25% |
| 2012 | ウラジーミル・プーチン             | 46,602,075 | 63.60% |
| 2018 | ウラジーミル・プーチン推薦         | 56,430,712 | 77.53% |
| 2024 | ウラジーミル・プーチン推薦         | 76,277,708 | 88.48% |

### 下院選挙
定数はすべて450。
| 選挙 | 議席数 | 議席占有率 |
| ---- | ------ | ---------- |
| 2003 | 223    | 50%        |
| 2007 | 315    | 70%        |
| 2011 | 238    | 53%        |
| 2016 | 343    | 76%        |
| 2021 | 324    | 72%        |

## 評価
2000年代に原油高を背景に経済を立て直したことで台頭。ウクライナ侵攻前年の2021年の段階で人気は低下傾向にあったが、アレクセイ・ナワリヌイら対立勢力を収監するなどして野党勢力が育たなかったため、旧ソ連末期からのロシアの社会・経済の混乱を経験した中高年齢層の有権者を中心に強い支持を受けている。
統一ロシアは汚職の蔓延が続いているため、詐欺師と泥棒の党（ナワリヌイによる造語。原文ではПартия жуликов и воров）であるとの批判を受けている。2011年10月、ノーヴァヤ・ガゼータは、一般の人々がどのように抗議して紙幣にスローガンを書いているかを、説明する記事を発表した。2011年12月、ウラジーミル・プーチンは汚職の告発を拒否し、それは特定の政党に限定されない「一般的な問題である」と述べた。特定の政治力、それは権力に関連する決まり文句...しかし、重要なのは、与党政府がこれらの否定的なことと、どのように戦っているのかということである。2011年11月に行われた世論調査では、ロシア人の3分の1以上が、統一ロシアを「詐欺師と泥棒の党」として特徴付けることに、同意したことがわかった。

### ゴルバチョフの見解
ソビエト連邦最高指導者だったミハイル・ゴルバチョフは、「統一ロシアは旧ソビエト連邦共産党の出来の悪いコピーだ」とメディアに語っている。

## 外国政党との関係
統一ロシアは、外国の右翼政党、左翼政党の両方を関係を結んでいる。オーストリアの右翼ポピュリスト・自由党 (オーストリア)、セルビア進歩党、カンボジア人民党、日本の自由民主党、およびイタリア連盟と協力協定を締結した。その青年部、統一ロシアのヤングガードは、右翼ポピュリストのドイツのための選択肢・青年部と同盟を結んでいる。党はまた、ボスニア・ヘルツェゴビナの独立社会民主同盟のセルビア民族主義同盟およびエストニア中央党と協力協定に署名した（ただし、党首のユリ・ラタスは最近、協定は10年間有効でなく、現在の協力はないと主張した）。党は、イタリア・ポピュリストの五つ星運動 (M5S)に協力協定を提案した。五つ星運動は提案に対して適切な答えを出すことはなく、実際に提案を受け入れたかどうかは現在不明である。
統一ロシアはまた、カザフスタンのヌルオタン党、モンゴル人民党、ウズベキスタン自由民主党、タジキスタン人民民主党、共和国社会党と協力協定を締結した。モルドバ共和国、ラオス人民革命党、ベトナム共産党、南アフリカのアフリカ民族会議、新アゼルバイジャン党、繁栄するアルメニア党、アラブ社会主義復興党シリア地域指導部、朝鮮労働党、キューバ共産党、そしてフィリピン民主党・国民の力とも協力関係にある。党はかつてラトビア社会民主党「調和」と協定を結んでいたが、協定は2016年に失効し、更新されなかった。

### 日本の政党との関係
統一ロシアは日本の自由民主党とは2002年以来政党間交流を行うなど友党関係にあり、統一ロシアの地方組織は日本の自民党を参考にして作られたという指摘がある。自民党はロシアのクリミア侵攻以降である2018年4月にも、安倍晋三総裁の下で二階俊博幹事長がロシアを訪問し、メドヴェージェフ首相との間で統一ロシアとの正式な協力協定に署名した。また2011年11月26日から27日に行われた党大会には、民主党の国際局長を務める渡辺浩一郎衆議院議員が出席した。野田佳彦代表（内閣総理大臣）の親書をコサチョフ国家院国際問題委員長に手渡し、両者は党間交流の推進で合意している。